# Centropomus armatus
Centropomus armatus är en fiskart som beskrevs av Gill, 1863. Centropomus armatus ingår i släktet Centropomus och familjen Centropomidae. IUCN kategoriserar arten globalt som livskraftig. Inga underarter finns listade i Catalogue of Life.